# Chropyňský rybník
Chropyňský rybník, nazývaný také Zámecký rybník, je národní přírodní památka, jež zahrnuje rybník s ostrůvkem uprostřed a pobřežní porosty. Nachází se blízko silnice z Chropyně do Kroměříže, v nadmořské výšce 193 metrů. Náleží do katastrálního území obce Chropyně. Její celková výměra je 24,09 ha. Důvodem ochrany je výskyt kriticky ohrožené kotvice plovoucí (Trapa natans) a bohatá avifauna (vodní ptactvo). Z fauny se zde vyskytuje např. racek chechtavý (Chroicocephalus ridibundus), z flóry zde dominuje topol kanadský (Populus x canadensis) či olše lepkavá (Alnus glutinosa). Vtroušena je vrba bílá (Salix alba), ojediněle i topol bílý (Populus alba). V roce 2017 zde poprvé v Česku zahnízdila labuť zpěvná (Cygnus cygnus).

## Další informace
- Ornitologická pozorovatelna v Chropyni - dřevěná rozhledna na břehu rybníka.
- Naučná stezka Okolo Chropyně - vede kolem Chopyňského rybníka a jeho okolí.